# إنزيمات متغايرة جينيا

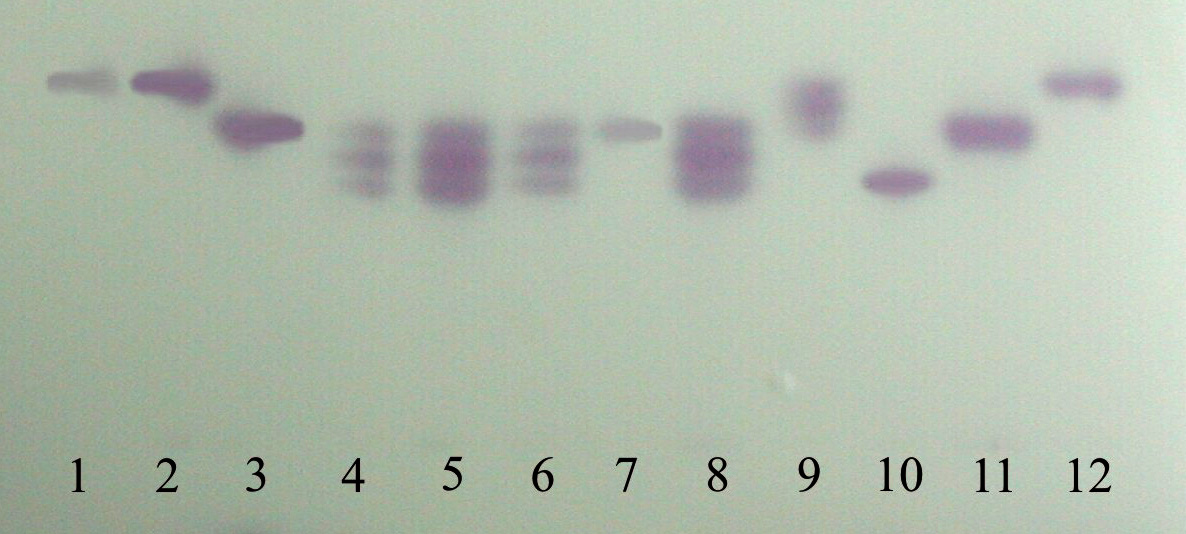

إِنزيمات مُتَغَايِرَة جينِياً (بالإنجليزية: Alloenzyme)‏ هي الإِنزيمات الناتِجة مِن الأَليلات المُختلفه لِنفس الجَين، وتُعتبر الشَكل العَكسي لنظائِر الإنزيمات. يُمكن فَصل الإنزيمات المُتغايرة جينياً عن طَريق الرَحلان الكهربائي الشَعرِي (capillary electrophoresis).
تُوصف الإنزيمات المُتَغاير جينياً بأنها عِبارة عن الإنزيمات الحَيوية الشائِعة التي تُظهر مستويات عالية من التَطور الوَظيفي في بعض الممالك وَبعض الشُعب .تُستخدم في علم الوراثة العرقي كَمؤشرات جزيئية لِقياس التَطور التاريخي والعَلاقات بين الأنواع المُختلفه، ويساعدها على ذلك عدم امتلاكها نَفس البَناء الجُزيئي .

## الاستخدام
تستخدم بِشكل عام لأداء وظائف رئيسية مُتعددة تَظهر بشكل شائع في جَميع أشكال الحَياة المُختلفه، مِثل إنزيم بلمرة DNA.

## المَراجع
1. ↑  "Allozyme Electrophoresis and Population Structure in the Snowy Campion". مؤرشف من الأصل في 2013-06-17. اطلع عليه بتاريخ 2013-04-15.
2. ↑  Parker, Patricia G. et al. (March 1998). "What Molecules Can Tell Us About Populations: Choosing and Using a Molecular Marker". Ecology 79 (2): 361–382.